# Кубок мира среди молодёжных клубных команд 2012
Второй Кубок Мира среди молодёжных клубных команд проходил в Омске с 18 по 26 августа 2012 года. Обладателем Кубка Мира стала канадская команда «Садбери Вулвз», представляющая хоккейную лигу Онтарио.
Несмотря на то, что Кубок Мира среди молодёжных клубных команд будет проводиться лишь во второй раз, турниру уже присвоен статус IIHF. Ещё ни один международный старт не удостаивался чести быть замеченными мировой федерацией хоккея уже на второй раз его проведения.

## Участники соревнований

### Подгруппа A
| Команда            | Расположение        | Лига                             | Аффилированные клубы         | Примечания                                  | И     |
| ------------------ | ------------------- | -------------------------------- | ---------------------------- | ------------------------------------------- | ----- |
| Норвегия U20       | Норвегия            | 1 дивизион ЧМ по хоккею U20 2013 |                              |                                             | [ 3 ] |
| Динамо-Шинник      | Бобруйск, Беларусь  | Чемпионат МХЛ                    | Динамо Минск (КХЛ)           |                                             | [ 4 ] |
| Омские Ястребы     | Омск, Россия        | Чемпионат МХЛ                    | Авангард (КХЛ)               | Обладатель Кубка Харламова 2012             | [ 5 ] |
| Энергия            | Карловы Вары, Чехия | Юниорская чешская экстралига     | Энергия (Чешская экстралига) | 1/4 финала юниорского чемпионата Чехии 2012 | [ 6 ] |
| Ватерлоо Блэк Хокс | Ватерлоо, США       | USHL                             |                              | Финалист USHL                               | [ 7 ] |

### Подгруппа В
| Команда       | Расположение            | Лига                             | Аффилированные клубы      | Примечания                                       | И      |
| ------------- | ----------------------- | -------------------------------- | ------------------------- | ------------------------------------------------ | ------ |
| Дания U20     | Дания                   | 1 дивизион ЧМ по хоккею U20 2013 |                           |                                                  | [ 8 ]  |
| ХИФК          | Хельсинки, Финляндия    | Молодёжный чемпионат Финляндии   | ХИФК (СМ-Лига)            | Победитель молодёжного чемпионата Финляндии 2012 | [ 9 ]  |
| Линчёпинг     | Линчёпинг, Швеция       | Молодёжный чемпионат Швеции      | Линчёпинг (Элитная серия) | Победитель молодёжного чемпионата Швеции 2012    | [ 10 ] |
| ХК Рига       | Рига, Латвия            | Чемпионат МХЛ                    | Динамо Рига (КХЛ)         | 1/4 финала чемпионата МХЛ 2012                   | [ 11 ] |
| Садбери Вулвз | Большой Садбери, Канада | Хоккейная лига Онтарио           |                           | 1/4 финала чемпионата OHL 2012                   | [ 12 ] |

## Предварительный этап

### Подгруппа A
| \| Команда \| И \| В \| ВО \| ПО \| П \| ГЗ \| ГП \| РГ \| О \| \| ------------------ \| - \| - \| -- \| -- \| - \| -- \| -- \| ---- \| - \| \| Динамо-Шинник \| 4 \| 3 \| 0 \| 0 \| 1 \| 8 \| 5 \| + 3 \| 9 \| \| Ватерлоо Блэк Хокс \| 4 \| 3 \| 0 \| 0 \| 1 \| 18 \| 9 \| + 9 \| 9 \| \| Омские Ястребы \| 4 \| 2 \| 0 \| 0 \| 2 \| 17 \| 10 \| + 7 \| 6 \| \| Энергия \| 4 \| 2 \| 0 \| 0 \| 2 \| 7 \| 12 \| – 5 \| 6 \| \| Норвегия U20 \| 4 \| 0 \| 0 \| 0 \| 4 \| 4 \| 18 \| – 14 \| 0 \| | И — Сыграно игр В — Выигрыши в основное время ВО — Выигрыши в дополнительное время ПО — Проигрыши в дополнительное время П — Проигрыши в основное время ГЗ — Шайб забито ГП — Шайб пропущено РГ — Разница забитых и пропущенных шайб О — Количество очков |   |    |    |   |    |    |      |   |
| Команда | И | В | ВО | ПО | П | ГЗ | ГП | РГ   | О |
| Динамо-Шинник | 4 | 3 | 0  | 0  | 1 | 8  | 5  | + 3  | 9 |
| Ватерлоо Блэк Хокс | 4 | 3 | 0  | 0  | 1 | 18 | 9  | + 9  | 9 |
| Омские Ястребы | 4 | 2 | 0  | 0  | 2 | 17 | 10 | + 7  | 6 |
| Энергия | 4 | 2 | 0  | 0  | 2 | 7  | 12 | – 5  | 6 |
| Норвегия U20 | 4 | 0 | 0  | 0  | 4 | 4  | 18 | – 14 | 0 |

Время местное (UTC+7).
| 18 августа 2012 14:00 | Энергия | 3 : 1 (2:0, 1:0, 0:1) | Норвегия U20 | Арена Омск |

| Отчёт                                                                  | Отчёт           | Отчёт                    | Отчёт          | Отчёт                                                                                             |
| ---------------------------------------------------------------------- | --------------- | ------------------------ | -------------- | ------------------------------------------------------------------------------------------------- |
|                                                                        |                 |                          |                |                                                                                                   |
|                                                                        | Владислав Габал | Вратари                  | Соберт Стэффен | Судьи: Бутурлин-ст М. (Москва), Рогачёв А. (Москва) Косарезов К. (Омск), Романов Д. (Воскресенск) |
|                                                                        | Голы:           |                          |                | Судьи: Бутурлин-ст М. (Москва), Рогачёв А. (Москва) Косарезов К. (Омск), Романов Д. (Воскресенск) |
| Томаш Гаркабус — 13’36" Томаш Гаркабус — 19’57" Яромир Кверка — 20’44" | 1:0 2:0 3:0 3:1 | Картеруд Йорген — 45’36" |                | Судьи: Бутурлин-ст М. (Москва), Рогачёв А. (Москва) Косарезов К. (Омск), Романов Д. (Воскресенск) |
|                                                                        |                 |                          |                | Судьи: Бутурлин-ст М. (Москва), Рогачёв А. (Москва) Косарезов К. (Омск), Романов Д. (Воскресенск) |
|                                                                        |                 |                          |                | Судьи: Бутурлин-ст М. (Москва), Рогачёв А. (Москва) Косарезов К. (Омск), Романов Д. (Воскресенск) |
|                                                                        |                 |                          |                | Судьи: Бутурлин-ст М. (Москва), Рогачёв А. (Москва) Косарезов К. (Омск), Романов Д. (Воскресенск) |
| 10 мин                                                                 | Штраф           | 10 мин                   |                | Судьи: Бутурлин-ст М. (Москва), Рогачёв А. (Москва) Косарезов К. (Омск), Романов Д. (Воскресенск) |
|                                                                        |                 |                          |                |                                                                                                   |
|                                                                        | 24              | Броски                   | 20             |                                                                                                   |

| 18 августа 2012 18:00 | Омские Ястребы | 1 : 2 (0:1, 0:1, 1:0) | Динамо-Шинник | Арена Омск |

| Отчёт                | Отчёт       | Отчёт                                                 | Отчёт         | Отчёт                                                            |
| -------------------- | ----------- | ----------------------------------------------------- | ------------- | ---------------------------------------------------------------- |
|                      |             |                                                       |               |                                                                  |
|                      | Олег Шилин  | Вратари                                               | Денис Ковалев | Судьи: Ромасько Е. (Тверь), ? Фатеев И. (Омск), Петров Е. (Омск) |
|                      | Голы:       |                                                       |               | Судьи: Ромасько Е. (Тверь), ? Фатеев И. (Омск), Петров Е. (Омск) |
| Илья Михеев — 55’10" | 0:1 0:2 1:2 | Роман Коленчуков — 01’59" Вячеслав Макрицкий — 21’26" |               | Судьи: Ромасько Е. (Тверь), ? Фатеев И. (Омск), Петров Е. (Омск) |
|                      |             |                                                       |               | Судьи: Ромасько Е. (Тверь), ? Фатеев И. (Омск), Петров Е. (Омск) |
|                      |             |                                                       |               | Судьи: Ромасько Е. (Тверь), ? Фатеев И. (Омск), Петров Е. (Омск) |
|                      |             |                                                       |               | Судьи: Ромасько Е. (Тверь), ? Фатеев И. (Омск), Петров Е. (Омск) |
| 4 мин                | Штраф       | 10 мин                                                |               | Судьи: Ромасько Е. (Тверь), ? Фатеев И. (Омск), Петров Е. (Омск) |
|                      |             |                                                       |               |                                                                  |
|                      | 30          | Броски                                                | 21            |                                                                  |

| 19 августа 2012 19:00 | Ватерлоо Блэк Хокс | 5 : 0 (0:0, 2:0, 3:0) | Энергия | Арена Омск |

| Отчёт | Отчёт               | Отчёт   | Отчёт           | Отчёт                                                                                     |
| --- | ------------------- | ------- | --------------- | ----------------------------------------------------------------------------------------- |
| |                     |         |                 |                                                                                           |
| | Эймон МэкАдам       | Вратари | Владислав Габал | Судьи: Наумов Д. (Тольятти), Сергеев А. (Жуковский) Косарезов К. (Омск), Петров Е. (Омск) |
| | Голы:               |         |                 | Судьи: Наумов Д. (Тольятти), Сергеев А. (Жуковский) Косарезов К. (Омск), Петров Е. (Омск) |
| Алек МакКрэй — 32’36" Тэйлор Кэмарата — 33’34" Иен МэкКошин — 40’50" Райн Папа — 44’17" Тэйлор Кэмарата — 51’32" | 1:0 2:0 3:0 4:0 5:0 |         |                 | Судьи: Наумов Д. (Тольятти), Сергеев А. (Жуковский) Косарезов К. (Омск), Петров Е. (Омск) |
| |                     |         |                 | Судьи: Наумов Д. (Тольятти), Сергеев А. (Жуковский) Косарезов К. (Омск), Петров Е. (Омск) |
| |                     |         |                 | Судьи: Наумов Д. (Тольятти), Сергеев А. (Жуковский) Косарезов К. (Омск), Петров Е. (Омск) |
| |                     |         |                 | Судьи: Наумов Д. (Тольятти), Сергеев А. (Жуковский) Косарезов К. (Омск), Петров Е. (Омск) |
| 14 мин | Штраф               | 12 мин  |                 | Судьи: Наумов Д. (Тольятти), Сергеев А. (Жуковский) Косарезов К. (Омск), Петров Е. (Омск) |
| |                     |         |                 |                                                                                           |
| | 20                  | Броски  | 27              |                                                                                           |

| 20 августа 2012 15:00 | Динамо-Шинник | 3 : 1 (2:0, 0:1, 1:0) | Ватерлоо Блэк Хокс | Арена Омск |

| Отчёт                                                                         | Отчёт           | Отчёт                 | Отчёт           | Отчёт                                                                                                |
| ----------------------------------------------------------------------------- | --------------- | --------------------- | --------------- | --- |
|                                                                               |                 |                       |                 | |
|                                                                               | Ян Шелепнев     | Вратари               | Кэлвин Петерсен | Судьи: Бутурлин-мл М. (Москва), Сергеев А. (Жуковский) Аверченко В. (Омск), Раминг С. (Екатеринбург) |
|                                                                               | Голы:           |                       |                 | Судьи: Бутурлин-мл М. (Москва), Сергеев А. (Жуковский) Аверченко В. (Омск), Раминг С. (Екатеринбург) |
| Арсений Невзоров — 15'37" Максим Парфеевец — 18'31" Роман Коленчуков — 45'28" | 1:0 2:0 2:1 3:1 | Джастин Клус — 28'36" |                 | Судьи: Бутурлин-мл М. (Москва), Сергеев А. (Жуковский) Аверченко В. (Омск), Раминг С. (Екатеринбург) |
|                                                                               |                 |                       |                 | Судьи: Бутурлин-мл М. (Москва), Сергеев А. (Жуковский) Аверченко В. (Омск), Раминг С. (Екатеринбург) |
|                                                                               |                 |                       |                 | Судьи: Бутурлин-мл М. (Москва), Сергеев А. (Жуковский) Аверченко В. (Омск), Раминг С. (Екатеринбург) |
|                                                                               |                 |                       |                 | Судьи: Бутурлин-мл М. (Москва), Сергеев А. (Жуковский) Аверченко В. (Омск), Раминг С. (Екатеринбург) |
| 12 мин                                                                        | Штраф           | 6 мин                 |                 | Судьи: Бутурлин-мл М. (Москва), Сергеев А. (Жуковский) Аверченко В. (Омск), Раминг С. (Екатеринбург) |
|                                                                               |                 |                       |                 | |
|                                                                               | 26              | Броски                | 26              | |

| 20 августа 2012 19:00 | Омские Ястребы | 9 : 0 (0:0, 4:0, 5:0) | Норвегия U20 | Арена Омск |

| Отчёт | Отчёт                               | Отчёт   | Отчёт          | Отчёт                                                                  |
| --- | ----------------------------------- | ------- | -------------- | ---------------------------------------------------------------------- |
| |                                     |         |                |                                                                        |
| | Денис Костин                        | Вратари | Стеффен Сёберг | Судьи: Наумов Д. (Тольятти), ? Павлов С. (Москва), Косарезов К. (Омск) |
| | Голы:                               |         |                | Судьи: Наумов Д. (Тольятти), ? Павлов С. (Москва), Косарезов К. (Омск) |
| Максим Казаков — 20’20" Валентин Пьянов — 23’06" Максим Казаков — 23’30" Валерий Горшков — 23’43" Кирилл Семёнов — 45’27" Евгений Мозер — 47’53" Кирилл Рассказов — 48’17" Евгений Мозер — 51’39" Кирилл Семёнов — 57’11" | 1:0 2:0 3:0 4:0 5:0 6:0 7:0 8:0 9:0 |         |                | Судьи: Наумов Д. (Тольятти), ? Павлов С. (Москва), Косарезов К. (Омск) |
| |                                     |         |                | Судьи: Наумов Д. (Тольятти), ? Павлов С. (Москва), Косарезов К. (Омск) |
| |                                     |         |                | Судьи: Наумов Д. (Тольятти), ? Павлов С. (Москва), Косарезов К. (Омск) |
| |                                     |         |                | Судьи: Наумов Д. (Тольятти), ? Павлов С. (Москва), Косарезов К. (Омск) |
| 26 мин | Штраф                               | 36 мин  |                | Судьи: Наумов Д. (Тольятти), ? Павлов С. (Москва), Косарезов К. (Омск) |
| |                                     |         |                |                                                                        |
| | 50                                  | Броски  | 15             |                                                                        |

| 21 августа 2012 19:00 | Омские Ястребы | 4 : 1 (0:0, 1:0, 3:1) | Энергия | Арена Омск |

| Отчёт                                                                                             | Отчёт               | Отчёт                  | Отчёт           | Отчёт                                                     |
| ------------------------------------------------------------------------------------------------- | ------------------- | ---------------------- | --------------- | --------------------------------------------------------- |
|                                                                                                   |                     |                        |                 |                                                           |
|                                                                                                   | Олег Шилин          | Вратари                | Владислав Габал | Судьи: Сен Жак Паскаль, Максим Сидоренко Павлов, Сафронов |
|                                                                                                   | Голы:               |                        |                 | Судьи: Сен Жак Паскаль, Максим Сидоренко Павлов, Сафронов |
| Кирилл Рассказов - 32'56" Валерий Горшков - 41'01" Максим Казаков - 51'54" Евгений Мозер - 54'11" | 1:0 2:0 3:0 3:1 4:1 | Ондржей Кубач - 53'53" |                 | Судьи: Сен Жак Паскаль, Максим Сидоренко Павлов, Сафронов |
|                                                                                                   |                     |                        |                 | Судьи: Сен Жак Паскаль, Максим Сидоренко Павлов, Сафронов |
|                                                                                                   |                     |                        |                 | Судьи: Сен Жак Паскаль, Максим Сидоренко Павлов, Сафронов |
|                                                                                                   |                     |                        |                 | Судьи: Сен Жак Паскаль, Максим Сидоренко Павлов, Сафронов |
| 8 мин                                                                                             | Штраф               | 14 мин                 |                 | Судьи: Сен Жак Паскаль, Максим Сидоренко Павлов, Сафронов |
|                                                                                                   |                     |                        |                 |                                                           |
|                                                                                                   | 31                  | Броски                 | 24              |                                                           |

| 22 августа 2012 15:00 | Ватерлоо Блэк Хокс | 5 : 3 (1:1, 2:2, 2:0) | Норвегия U20 | Арена Омск |

| Отчёт | Отчёт                           | Отчёт                                                               | Отчёт                          | Отчёт                                                                                     |
| --- | ------------------------------- | ------------------------------------------------------------------- | ------------------------------ | ----------------------------------------------------------------------------------------- |
| |                                 |                                                                     |                                |                                                                                           |
| | Келвин Петерсен                 | Вратари                                                             | Стеффен Сёберг (00:00 - 59:21) | Судьи: Ромасько Е. (Тверь), Наумов Д. (Тольятти) Сафронов С. (Подольск), Петров Е. (Омск) |
| | Голы:                           |                                                                     |                                | Судьи: Ромасько Е. (Тверь), Наумов Д. (Тольятти) Сафронов С. (Подольск), Петров Е. (Омск) |
| Кевин Дуэйн - 2'40" Райан Папа(бол.) - 30'32 Винсент Хиностроза(бол.) - 39'50" Закари Степан - 42'24 Винсент Хиностроза(в пустые ворота) - 59'37" | 1:0 1:1 1:2 1:3 2:3 3:3 4:3 5:3 | Ивер Холанн - 18'04 Йонас Кнутсен - 20'33" Йёрген Картеруд - 23'20" |                                | Судьи: Ромасько Е. (Тверь), Наумов Д. (Тольятти) Сафронов С. (Подольск), Петров Е. (Омск) |
| |                                 |                                                                     |                                | Судьи: Ромасько Е. (Тверь), Наумов Д. (Тольятти) Сафронов С. (Подольск), Петров Е. (Омск) |
| |                                 |                                                                     |                                | Судьи: Ромасько Е. (Тверь), Наумов Д. (Тольятти) Сафронов С. (Подольск), Петров Е. (Омск) |
| |                                 |                                                                     |                                | Судьи: Ромасько Е. (Тверь), Наумов Д. (Тольятти) Сафронов С. (Подольск), Петров Е. (Омск) |
| 24 мин | Штраф                           | 18 мин                                                              |                                | Судьи: Ромасько Е. (Тверь), Наумов Д. (Тольятти) Сафронов С. (Подольск), Петров Е. (Омск) |
| |                                 |                                                                     |                                |                                                                                           |
| |                                 |                                                                     |                                |                                                                                           |

| 22 августа 2012 19:00 | Энергия | 3 : 2 (2:1, 0:0, 1:1) | Динамо-Шинник | Арена Омск |

| Отчёт                                                                       | Отчёт               | Отчёт                                            | Отчёт                                   | Отчёт                                                                          |
| --------------------------------------------------------------------------- | ------------------- | ------------------------------------------------ | --------------------------------------- | ------------------------------------------------------------------------------ |
|                                                                             |                     |                                                  |                                         |                                                                                |
|                                                                             | Владислав Габал     | Вратари                                          | Ян Шелепнёв (00:00 - 59:09;59:42-59:57) | Судьи: Сен Жак П., Рогачёв С. (Москва) Аверченко В. (Омск), Павлов Э. (Тюмень) |
|                                                                             | Голы:               |                                                  |                                         | Судьи: Сен Жак П., Рогачёв С. (Москва) Аверченко В. (Омск), Павлов Э. (Тюмень) |
| Яромир Кверка - 3'27" Томаш Гаркабус - 14'21" Томаш Гаркабус(бол.) - 44'55" | 1:0 2:0 2:1 2:2 3:2 | Антон Мохорев - 17'58" Роман Коленчуков - 44'01" |                                         | Судьи: Сен Жак П., Рогачёв С. (Москва) Аверченко В. (Омск), Павлов Э. (Тюмень) |
|                                                                             |                     |                                                  |                                         | Судьи: Сен Жак П., Рогачёв С. (Москва) Аверченко В. (Омск), Павлов Э. (Тюмень) |
|                                                                             |                     |                                                  |                                         | Судьи: Сен Жак П., Рогачёв С. (Москва) Аверченко В. (Омск), Павлов Э. (Тюмень) |
|                                                                             |                     |                                                  |                                         | Судьи: Сен Жак П., Рогачёв С. (Москва) Аверченко В. (Омск), Павлов Э. (Тюмень) |
| 6 мин                                                                       | Штраф               | 8 мин                                            |                                         | Судьи: Сен Жак П., Рогачёв С. (Москва) Аверченко В. (Омск), Павлов Э. (Тюмень) |
|                                                                             |                     |                                                  |                                         |                                                                                |
|                                                                             | 19                  | Броски                                           | 22                                      |                                                                                |

| 23 августа 2012 15:00 | Норвегия U20 | 0 : 1 (0:0, 0:0, 0:1) | Динамо-Шинник | Арена Омск |

| Отчёт  | Отчёт          | Отчёт                     | Отчёт         | Отчёт                                                                                       |
| ------ | -------------- | ------------------------- | ------------- | ------------------------------------------------------------------------------------------- |
|        |                |                           |               |                                                                                             |
|        | Стеффен Сёберг | Вратари                   | Денис Ковалёв | Судьи: Сен Жак П., Бутурлин-ст М. (Москва) Сафронов С. (Подольск), Романов Д. (Воскресенск) |
|        | Голы:          |                           |               | Судьи: Сен Жак П., Бутурлин-ст М. (Москва) Сафронов С. (Подольск), Романов Д. (Воскресенск) |
|        | 0:1            | Роман Коленчуков - 55'02" |               | Судьи: Сен Жак П., Бутурлин-ст М. (Москва) Сафронов С. (Подольск), Романов Д. (Воскресенск) |
|        |                |                           |               | Судьи: Сен Жак П., Бутурлин-ст М. (Москва) Сафронов С. (Подольск), Романов Д. (Воскресенск) |
|        |                |                           |               | Судьи: Сен Жак П., Бутурлин-ст М. (Москва) Сафронов С. (Подольск), Романов Д. (Воскресенск) |
|        |                |                           |               | Судьи: Сен Жак П., Бутурлин-ст М. (Москва) Сафронов С. (Подольск), Романов Д. (Воскресенск) |
| 10 мин | Штраф          | 18 мин                    |               | Судьи: Сен Жак П., Бутурлин-ст М. (Москва) Сафронов С. (Подольск), Романов Д. (Воскресенск) |
|        |                |                           |               |                                                                                             |
|        | 9              | Броски                    | 31            |                                                                                             |

| 23 августа 2012 19:00 | Омские Ястребы | 3 : 7 (0:1, 1:3, 2:3) | Ватерлоо Блэк Хокс | Арена Омск |

| Отчёт                                                                    | Отчёт                                   | Отчёт | Отчёт        | Отчёт                                                |
| ------------------------------------------------------------------------ | --------------------------------------- | --- | ------------ | ---------------------------------------------------- |
|                                                                          |                                         | |              |                                                      |
|                                                                          | Олег Шилин                              | Вратари | Имон Макадам | Судьи: Сидоренко М., Сергеев А. Павлов С., Раминг С. |
|                                                                          | Голы:                                   | |              | Судьи: Сидоренко М., Сергеев А. Павлов С., Раминг С. |
| Дмитрий Кузьменко - 31'38" Евгений Мозер - 53'05" Евгений Мозер - 54'17" | 0:1 0:2 1:2 1:3 1:4 2:4 3:4 3:5 3:6 3:7 | Кайл Шмидт - 15'07" Райан Папа - 23'04" Томаш Гаркабус - 14'21" Закари Степан - 32'43" Райан Папа - 58'19" Джастин Клус - 59'16" Джейкоб Хортон - 59'43" |              | Судьи: Сидоренко М., Сергеев А. Павлов С., Раминг С. |
|                                                                          |                                         | |              | Судьи: Сидоренко М., Сергеев А. Павлов С., Раминг С. |
|                                                                          |                                         | |              | Судьи: Сидоренко М., Сергеев А. Павлов С., Раминг С. |
|                                                                          |                                         | |              | Судьи: Сидоренко М., Сергеев А. Павлов С., Раминг С. |
| 16 мин                                                                   | Штраф                                   | 8 мин |              | Судьи: Сидоренко М., Сергеев А. Павлов С., Раминг С. |
|                                                                          |                                         | |              |                                                      |
|                                                                          | 31                                      | Броски | 30           |                                                      |

### Подгруппа В
| \| Команда \| И \| В \| ВО \| ПО \| П \| ГЗ \| ГП \| РГ \| О \| \| ------------- \| - \| - \| -- \| -- \| - \| -- \| -- \| ---- \| -- \| \| Линчёпинг \| 4 \| 4 \| 0 \| 0 \| 0 \| 19 \| 9 \| + 10 \| 12 \| \| Садбери Вулвз \| 4 \| 2 \| 0 \| 1 \| 1 \| 20 \| 11 \| + 9 \| 7 \| \| ХИФК \| 4 \| 2 \| 0 \| 0 \| 2 \| 10 \| 16 \| – 6 \| 6 \| \| ХК Рига \| 4 \| 1 \| 1 \| 0 \| 2 \| 9 \| 9 \| 0 \| 5 \| \| Дания U20 \| 4 \| 0 \| 0 \| 0 \| 4 \| 8 \| 21 \| – 13 \| 0 \| | И — Сыграно игр В — Выигрыши в основное время ВО — Выигрыши в дополнительное время ПО — Проигрыши в дополнительное время П — Проигрыши в основное время ГЗ — Шайб забито ГП — Шайб пропущено РГ — Разница забитых и пропущенных шайб О — Количество очков |   |    |    |   |    |    |      |    |
| Команда | И | В | ВО | ПО | П | ГЗ | ГП | РГ   | О  |
| Линчёпинг | 4 | 4 | 0  | 0  | 0 | 19 | 9  | + 10 | 12 |
| Садбери Вулвз | 4 | 2 | 0  | 1  | 1 | 20 | 11 | + 9  | 7  |
| ХИФК | 4 | 2 | 0  | 0  | 2 | 10 | 16 | – 6  | 6  |
| ХК Рига | 4 | 1 | 1  | 0  | 2 | 9  | 9  | 0    | 5  |
| Дания U20 | 4 | 0 | 0  | 0  | 4 | 8  | 21 | – 13 | 0  |

Время местное (UTC+7).
| 18 августа 2012 15:00 | ХИФК | 4 : 2 (1:1, 1:1, 2:0) | Дания U20 | СКК им. В. Блинова |

| Отчёт                                                                                            | Отчёт                   | Отчёт                                      | Отчёт          | Отчёт                                                                                           |
| ------------------------------------------------------------------------------------------------ | ----------------------- | ------------------------------------------ | -------------- | ----------------------------------------------------------------------------------------------- |
|                                                                                                  |                         |                                            |                |                                                                                                 |
|                                                                                                  | Аксели Уотила           | Вратари                                    | Мортен Якобсен | Судьи: Наумов Д. (Тольятти), Сидоренко М. (Минск) Раминг С. (Екатеринбург), Аверченко В. (Омск) |
|                                                                                                  | Голы:                   |                                            |                | Судьи: Наумов Д. (Тольятти), Сидоренко М. (Минск) Раминг С. (Екатеринбург), Аверченко В. (Омск) |
| Миро-Пекка Саарелайнен — 04’56" Лассе Валли — 30’06" Томас Нюкопп — 43’31" Томас Нюкопп — 50’31" | 1:0 1:1 1:2 2:2 3:2 4:2 | Николай Мейер — 05’12" Йонас Сасс — 25’38" |                | Судьи: Наумов Д. (Тольятти), Сидоренко М. (Минск) Раминг С. (Екатеринбург), Аверченко В. (Омск) |
|                                                                                                  |                         |                                            |                | Судьи: Наумов Д. (Тольятти), Сидоренко М. (Минск) Раминг С. (Екатеринбург), Аверченко В. (Омск) |
|                                                                                                  |                         |                                            |                | Судьи: Наумов Д. (Тольятти), Сидоренко М. (Минск) Раминг С. (Екатеринбург), Аверченко В. (Омск) |
|                                                                                                  |                         |                                            |                | Судьи: Наумов Д. (Тольятти), Сидоренко М. (Минск) Раминг С. (Екатеринбург), Аверченко В. (Омск) |
|                                                                                                  |                         |                                            |                | Судьи: Наумов Д. (Тольятти), Сидоренко М. (Минск) Раминг С. (Екатеринбург), Аверченко В. (Омск) |
|                                                                                                  |                         |                                            |                |                                                                                                 |

| 18 августа 2012 19:00 | Линчёпинг | 4 : 1 (3:0, 0:1, 1:0) | ХК Рига | СКК им. В. Блинова |

| Отчёт                                                                                          | Отчёт               | Отчёт                  | Отчёт               | Отчёт |
| ---------------------------------------------------------------------------------------------- | ------------------- | ---------------------- | ------------------- | ----- |
|                                                                                                |                     |                        |                     |       |
|                                                                                                | Якоб Юханссон       | Вратари                | Кристерс Гудлевскис |       |
|                                                                                                | Голы:               |                        |                     |       |
| Себастьян Бенкер — 00’52" Антон Бломберг — 07’09" Маркус Модигс — 08’28" Нильс Рюгард — 59’47" | 1:0 2:0 3:0 3:1 4:1 | Эдгарс Курмис — 38’54" |                     |       |
|                                                                                                |                     |                        |                     |       |
|                                                                                                |                     |                        |                     |       |
|                                                                                                |                     |                        |                     |       |
| 32 мин                                                                                         | Штраф               | 28 мин                 |                     |       |
|                                                                                                |                     |                        |                     |       |
|                                                                                                | 32                  | Броски                 | 16                  |       |

| 19 августа 2012 19:00 | Садбери Вулвз | 9 : 1 (3:1, 4:0, 2:0) | ХИФК | СКК им. В. Блинова |

| Отчёт | Отчёт                                   | Отчёт                | Отчёт                         | Отчёт                                                                                         |
| --- | --------------------------------------- | -------------------- | ----------------------------- | --------------------------------------------------------------------------------------------- |
| |                                         |                      |                               |                                                                                               |
| | Жоэль Вьенно                            | Вратари              | Йоона Партанен, Аксели Уотила | Судьи: Ромасько Е. (Тверь), Рогачёв А. (Москва) Раминг С. (Екатеринбург), Аверченко В. (Омск) |
| | Голы:                                   |                      |                               | Судьи: Ромасько Е. (Тверь), Рогачёв А. (Москва) Раминг С. (Екатеринбург), Аверченко В. (Омск) |
| Джейкоб Харрис — 02’42" Чарли Додеро — 08’56" Дерек Шёнмейкерс — 13’47" Майкл Кантор — 23’22" Доминик Кубалик — 27’40" Сэмюэл Шатт — 31’37" Майкл Кантор — 33’34" Джош Лейво — 49’08" Чад Тибодо — 57’15" | 1:0 1:1 2:1 3:1 4:1 5:1 6:1 7:1 8:1 9:1 | Нико Фриман — 08’03" |                               | Судьи: Ромасько Е. (Тверь), Рогачёв А. (Москва) Раминг С. (Екатеринбург), Аверченко В. (Омск) |
| |                                         |                      |                               | Судьи: Ромасько Е. (Тверь), Рогачёв А. (Москва) Раминг С. (Екатеринбург), Аверченко В. (Омск) |
| |                                         |                      |                               | Судьи: Ромасько Е. (Тверь), Рогачёв А. (Москва) Раминг С. (Екатеринбург), Аверченко В. (Омск) |
| |                                         |                      |                               | Судьи: Ромасько Е. (Тверь), Рогачёв А. (Москва) Раминг С. (Екатеринбург), Аверченко В. (Омск) |
| 18 мин | Штраф                                   | 55 мин               |                               | Судьи: Ромасько Е. (Тверь), Рогачёв А. (Москва) Раминг С. (Екатеринбург), Аверченко В. (Омск) |
| |                                         |                      |                               |                                                                                               |
| | 31                                      | Броски               | 30                            |                                                                                               |

| 20 августа 2012 15:00 | ХК Рига | 2 : 1 (Б) (0:0, 1:1, 0:0, 0:0, 1:0) | Садбери Вулвз | СКК им. В. Блинова |

| Отчёт                                                     | Отчёт               | Отчёт                | Отчёт        | Отчёт                                                                                     |
| --------------------------------------------------------- | ------------------- | -------------------- | ------------ | ----------------------------------------------------------------------------------------- |
|                                                           |                     |                      |              |                                                                                           |
|                                                           | Кристерс Гудлевскис | Вратари              | Тэйлор Дюпюи | Судьи: Сидоренко М. (Минск), Рогачёв А. (Москва) Фатеев И. (Омск), Сафронов С. (Подольск) |
|                                                           | Голы:               |                      |              | Судьи: Сидоренко М. (Минск), Рогачёв А. (Москва) Фатеев И. (Омск), Сафронов С. (Подольск) |
| Рихардс Букартс — 24’22" Георгс Головковс (бул.) — 65’00" | 1:0 2:0 2:1         | Сэмюэл Шатт — 33’11" |              | Судьи: Сидоренко М. (Минск), Рогачёв А. (Москва) Фатеев И. (Омск), Сафронов С. (Подольск) |
|                                                           |                     |                      |              | Судьи: Сидоренко М. (Минск), Рогачёв А. (Москва) Фатеев И. (Омск), Сафронов С. (Подольск) |
|                                                           |                     |                      |              | Судьи: Сидоренко М. (Минск), Рогачёв А. (Москва) Фатеев И. (Омск), Сафронов С. (Подольск) |
|                                                           |                     |                      |              | Судьи: Сидоренко М. (Минск), Рогачёв А. (Москва) Фатеев И. (Омск), Сафронов С. (Подольск) |
| 14 мин                                                    | Штраф               | 39 мин               |              | Судьи: Сидоренко М. (Минск), Рогачёв А. (Москва) Фатеев И. (Омск), Сафронов С. (Подольск) |
|                                                           |                     |                      |              |                                                                                           |
|                                                           | 24                  | Броски               | 15           |                                                                                           |

| 20 августа 2012 19:00 | Линчёпинг | 6 : 3 (4:1, 1:0, 1:2) | Дания U20 | СКК им. В. Блинова |

| Отчёт | Отчёт                               | Отчёт                                                                     | Отчёт           | Отчёт                                                                                      |
| --- | ----------------------------------- | ------------------------------------------------------------------------- | --------------- | ------------------------------------------------------------------------------------------ |
| |                                     |                                                                           |                 |                                                                                            |
| | Маркус Хёгбер                       | Вратари                                                                   | Кристиан Ларсен | Судьи: Ромасько Е. (Тверь), Сен-Жак П. (Канада) Петров Е. (Омск), Романов Д. (Воскресенск) |
| | Голы:                               |                                                                           |                 | Судьи: Ромасько Е. (Тверь), Сен-Жак П. (Канада) Петров Е. (Омск), Романов Д. (Воскресенск) |
| Клаес Норден — 04’29" Юаким Бруберг — 05’24" Йеспер Петтерссон — 08’11" Антон Бломберг — 18’30" Патрик Рассел — 28’20" Йеспер Петтерссон — 58’11" | 1:0 2:0 3:0 3:1 4:1 5:1 5:2 5:3 6:3 | Мартин Хёйбьерг — 12’29" Николай Мейер — 41’58" Патрик Расмуссен — 47’02" |                 | Судьи: Ромасько Е. (Тверь), Сен-Жак П. (Канада) Петров Е. (Омск), Романов Д. (Воскресенск) |
| |                                     |                                                                           |                 | Судьи: Ромасько Е. (Тверь), Сен-Жак П. (Канада) Петров Е. (Омск), Романов Д. (Воскресенск) |
| |                                     |                                                                           |                 | Судьи: Ромасько Е. (Тверь), Сен-Жак П. (Канада) Петров Е. (Омск), Романов Д. (Воскресенск) |
| |                                     |                                                                           |                 | Судьи: Ромасько Е. (Тверь), Сен-Жак П. (Канада) Петров Е. (Омск), Романов Д. (Воскресенск) |
| 30 мин | Штраф                               | 18 мин                                                                    |                 | Судьи: Ромасько Е. (Тверь), Сен-Жак П. (Канада) Петров Е. (Омск), Романов Д. (Воскресенск) |
| |                                     |                                                                           |                 |                                                                                            |
| | 25                                  | Броски                                                                    | 24              |                                                                                            |

| 21 августа 2012 19:00 | Линчёпинг | 3 : 2 (2:0, 1:1, 0:1) | ХИФК | СКК им. В. Блинова |

| Отчёт                                                                               | Отчёт               | Отчёт                                                       | Отчёт                         | Отчёт                                                                            |
| ----------------------------------------------------------------------------------- | ------------------- | ----------------------------------------------------------- | ----------------------------- | -------------------------------------------------------------------------------- |
|                                                                                     |                     |                                                             |                               |                                                                                  |
|                                                                                     | Маркус Хёберг       | Вратари                                                     | Аксели Уотила (00:00 - 59:24) | Судьи: Бутурлин М. (Москва), Ходек П. Романов Д. (Воскресенск), Фатеев И. (Омск) |
|                                                                                     | Голы:               |                                                             |                               | Судьи: Бутурлин М. (Москва), Ходек П. Романов Д. (Воскресенск), Фатеев И. (Омск) |
| Себастьян Бенкер - 10'44" Антон Бломберг(бол.) - 12'47 Юаким Эрдуган(бол.) - 20'26" | 1:0 2:0 3:0 3:1 3:2 | Томми Финиля(бол.) - 25'43" Миро-Пекка Саарелайнен - 53'06" |                               | Судьи: Бутурлин М. (Москва), Ходек П. Романов Д. (Воскресенск), Фатеев И. (Омск) |
|                                                                                     |                     |                                                             |                               | Судьи: Бутурлин М. (Москва), Ходек П. Романов Д. (Воскресенск), Фатеев И. (Омск) |
|                                                                                     |                     |                                                             |                               | Судьи: Бутурлин М. (Москва), Ходек П. Романов Д. (Воскресенск), Фатеев И. (Омск) |
|                                                                                     |                     |                                                             |                               | Судьи: Бутурлин М. (Москва), Ходек П. Романов Д. (Воскресенск), Фатеев И. (Омск) |
| 14 мин                                                                              | Штраф               | 39 мин                                                      |                               | Судьи: Бутурлин М. (Москва), Ходек П. Романов Д. (Воскресенск), Фатеев И. (Омск) |
|                                                                                     |                     |                                                             |                               |                                                                                  |
|                                                                                     | 36                  | Броски                                                      | 30                            |                                                                                  |

| 22 августа 2012 15:00 | Садбери Вулвз | 7 : 2 (3:1, 0:0, 4:1) | Дания U20 | СКК им. В. Блинова |

| Отчёт | Отчёт                               | Отчёт                                                     | Отчёт           | Отчёт                                                                                          |
| --- | ----------------------------------- | --------------------------------------------------------- | --------------- | ---------------------------------------------------------------------------------------------- |
| |                                     |                                                           |                 |                                                                                                |
| | Джон Шартран                        | Вратари                                                   | Кристиан Ларсен | Судьи: Бутурлин М. (Москва), Сергеев А. (Жуковский) Фатеев И. (Омск), Романов Д. (Воскресенск) |
| | Голы:                               |                                                           |                 | Судьи: Бутурлин М. (Москва), Сергеев А. (Жуковский) Фатеев И. (Омск), Романов Д. (Воскресенск) |
| Натан Пэнсл - 2'34" Джастин Сэфтон - 13'37" Дерек Шёнмейкерс(бол.) - 18'18" Джош Лейво(мен.) - 41'09" Джош Лейво(мен.) - 50'50" Джош Лейво(мен.) - 51'22" Дерек Шёнмейкерс - 53'43" | 1:0 2:0 3:0 3:1 4:1 5:1 6:1 6:2 7:2 | Матиас Бау-Хансен - 19'13" Себастиан Элерс(бол.) - 51'32" |                 | Судьи: Бутурлин М. (Москва), Сергеев А. (Жуковский) Фатеев И. (Омск), Романов Д. (Воскресенск) |
| |                                     |                                                           |                 | Судьи: Бутурлин М. (Москва), Сергеев А. (Жуковский) Фатеев И. (Омск), Романов Д. (Воскресенск) |
| |                                     |                                                           |                 | Судьи: Бутурлин М. (Москва), Сергеев А. (Жуковский) Фатеев И. (Омск), Романов Д. (Воскресенск) |
| |                                     |                                                           |                 | Судьи: Бутурлин М. (Москва), Сергеев А. (Жуковский) Фатеев И. (Омск), Романов Д. (Воскресенск) |
| 64 мин | Штраф                               | 32 мин                                                    |                 | Судьи: Бутурлин М. (Москва), Сергеев А. (Жуковский) Фатеев И. (Омск), Романов Д. (Воскресенск) |
| |                                     |                                                           |                 |                                                                                                |
| | 23                                  | Броски                                                    | 26              |                                                                                                |

| 22 августа 2012 19:00 | ХИФК | 3 : 2 (0:1, 3:0, 0:1) | ХК Рига | СКК им. В. Блинова |

| Отчёт                                                                             | Отчёт               | Отчёт | Отчёт                               | Отчёт                                                                       |
| --------------------------------------------------------------------------------- | ------------------- | --- | ----------------------------------- | --------------------------------------------------------------------------- |
|                                                                                   |                     | |                                     |                                                                             |
|                                                                                   | Йоона Партанен      | Вратари | Кристерс Гудлевскис (00:00 - 59:26) | Судьи: Ходек П., Сидоренко М. Косарезов К (Омск)., Раминг С. (Екатеринбург) |
|                                                                                   | Голы:               | |                                     | Судьи: Ходек П., Сидоренко М. Косарезов К (Омск)., Раминг С. (Екатеринбург) |
| Янне Юутинен(бол.) - 24'21" Юлиус Рантаескола(бол.) - 35'36" Нико Фриман - 37'42" | 0:1 1:1 2:1 3:1 3:2 | Эдмундс Аугсткалнс - 18'23" Николай Елисеев - 57'27" Нереализованный буллит Рихардс Букартс - 60'00" (наказан Пану Миехо за бросок клюшки) |                                     | Судьи: Ходек П., Сидоренко М. Косарезов К (Омск)., Раминг С. (Екатеринбург) |
|                                                                                   |                     | |                                     | Судьи: Ходек П., Сидоренко М. Косарезов К (Омск)., Раминг С. (Екатеринбург) |
|                                                                                   |                     | |                                     | Судьи: Ходек П., Сидоренко М. Косарезов К (Омск)., Раминг С. (Екатеринбург) |
|                                                                                   |                     | |                                     | Судьи: Ходек П., Сидоренко М. Косарезов К (Омск)., Раминг С. (Екатеринбург) |
| 34 мин                                                                            | Штраф               | 20 мин |                                     | Судьи: Ходек П., Сидоренко М. Косарезов К (Омск)., Раминг С. (Екатеринбург) |
|                                                                                   |                     | |                                     |                                                                             |
|                                                                                   | 28                  | Броски | 25                                  |                                                                             |

| 23 августа 2012 15:00 | Дания U20 | 1 : 4 (0:1, 0:1, 1:2) | ХК Рига | СКК им. В. Блинова |

| Отчёт | Отчёт               | Отчёт | Отчёт              | Отчёт                                                                       |
| --- | ------------------- | --- | ------------------ | --------------------------------------------------------------------------- |
| |                     | |                    |                                                                             |
| | Маттиас Хансен      | Вратари | Рихардс Цемирманис | Судьи: Ходек П., Наумов Д. (Тольятти) Фатеев И. (Омск), Аверченко В. (Омск) |
| | Голы:               | |                    | Судьи: Ходек П., Наумов Д. (Тольятти) Фатеев И. (Омск), Аверченко В. (Омск) |
| Патрик Расмуссен - 51'23" Нереализованный буллит Миккель Хёйбьер - 33'13" (наказан Эдгарс Дикис, Задержка игры) | 0:1 0:2 0:3 1:3 1:4 | Эдгарс Дикис - 12'20" Эмиль Потапов(бол.) - 37'52" Эдмундс Аугсткалнс(бол.) - 44'06" Эмиль Потапов - 53'09" |                    | Судьи: Ходек П., Наумов Д. (Тольятти) Фатеев И. (Омск), Аверченко В. (Омск) |
| |                     | |                    | Судьи: Ходек П., Наумов Д. (Тольятти) Фатеев И. (Омск), Аверченко В. (Омск) |
| |                     | |                    | Судьи: Ходек П., Наумов Д. (Тольятти) Фатеев И. (Омск), Аверченко В. (Омск) |
| |                     | |                    | Судьи: Ходек П., Наумов Д. (Тольятти) Фатеев И. (Омск), Аверченко В. (Омск) |
| 22 мин | Штраф               | 41 мин |                    | Судьи: Ходек П., Наумов Д. (Тольятти) Фатеев И. (Омск), Аверченко В. (Омск) |
| |                     | |                    |                                                                             |
| | 29                  | Броски | 25                 |                                                                             |

| 23 августа 2012 19:00 | Линчёпинг | 6 :3 (2:1, 2:2, 2:0) | Садбери Вулвз | СКК им. В. Блинова |

| Отчёт | Отчёт                               | Отчёт                                                                   | Отчёт                                   | Отчёт                                                                                   |
| --- | ----------------------------------- | ----------------------------------------------------------------------- | --------------------------------------- | --------------------------------------------------------------------------------------- |
| |                                     |                                                                         |                                         |                                                                                         |
| | Якоб Юханссон                       | Вратари                                                                 | Жоэль Вьенно (00:00-55:56, 56:44-60:00) | Судьи: Ромасько Е. (Тверь), Рогачёв А. (Москва) Петров А. (Казань), Косарезов К. (Омск) |
| | Голы:                               |                                                                         |                                         | Судьи: Ромасько Е. (Тверь), Рогачёв А. (Москва) Петров А. (Казань), Косарезов К. (Омск) |
| Йеспер Петтерссон (бол.) — 9'27" Патрик Расселл (бол.) — 13'57" Себастьян Бенкер (бол.) — 20'57" Патрик Расселл (буллит) — 38'52" Патрик Расселл (бол.) — 40'41" Юаким Бруберг (в пустые ворота) — 56'44" | 0:1 1:1 2:1 3:1 3:2 3:3 4:3 5:3 6:3 | Сэмюэл Шатт — 4'03" Николя Баптист — 26'11" Натан Пэнсл (бол.) — 36'42" |                                         | Судьи: Ромасько Е. (Тверь), Рогачёв А. (Москва) Петров А. (Казань), Косарезов К. (Омск) |
| |                                     |                                                                         |                                         | Судьи: Ромасько Е. (Тверь), Рогачёв А. (Москва) Петров А. (Казань), Косарезов К. (Омск) |
| |                                     |                                                                         |                                         | Судьи: Ромасько Е. (Тверь), Рогачёв А. (Москва) Петров А. (Казань), Косарезов К. (Омск) |
| |                                     |                                                                         |                                         | Судьи: Ромасько Е. (Тверь), Рогачёв А. (Москва) Петров А. (Казань), Косарезов К. (Омск) |
| 12 мин | Штраф                               | 22 мин                                                                  |                                         | Судьи: Ромасько Е. (Тверь), Рогачёв А. (Москва) Петров А. (Казань), Косарезов К. (Омск) |
| |                                     |                                                                         |                                         |                                                                                         |
| |                                     |                                                                         |                                         |                                                                                         |

## Арены
| Арена Омск Вместимость: 10 318 | СКК им. В. Блинова Вместимость: 5 800 |
|                                |                                       |

## Плей-офф
|  | Полуфинал          | Полуфинал          |                   |   | Финал | Финал |
|  |                    |                    |                   |   |       |       |
|  |                    |                    |                   |   |       |       |
|  |                    |                    |                   |   |       |       |
|  | Динамо-Шинник      | 2                  |                   |   |       |       |
|  | Динамо-Шинник      | 2                  |                   |   |       |       |
|  | Садбери Вулвз      | 5                  |                   |   |       |       |
|  | Садбери Вулвз      | 5                  | Садбери Вулвз     | 2 |       |       |
|  |                    |                    | Садбери Вулвз     | 2 |       |       |
|  |                    | Ватерлоо Блэк Хокс | 0                 |   |       |       |
|  | Линчёпинг          | Ватерлоо Блэк Хокс | 0                 | 4 |       |       |
|  | Линчёпинг          |                    |                   | 4 |       |       |
|  | Ватерлоо Блэк Хокс | 5                  |                   |   |       |       |
|  | Ватерлоо Блэк Хокс | 5                  | Матч за 3-е место |   |       |       |
|  |                    |                    |                   |   |       |       |
|  |                    |                    |                   |   |       |       |
|  |                    |                    |                   |   |       |       |
|  | Динамо-Шинник      | 0                  |                   |   |       |       |
|  | Динамо-Шинник      | 0                  |                   |   |       |       |
|  | Линчёпинг          | 1                  |                   |   |       |       |